# LOL: Se Rir, Já Era!
LOL: Se Rir, Já Era! é um reality show brasileiro produzido pela Formata e Amazon Studios. Transmitido pela Amazon Prime Video desde 3 de dezembro de 2021 o formato do programa é baseado no programa Last One Laughing (LOL), o qual já foi adaptado em diversos países. Atualmente é apresentado por Tom Cavalcante e Júlia Rabello.
Até o presente momento, o programa já consagrou Flávia Reis, Lindsay Paulino, Ed Gama e Fábio Porchat como campeões de suas respectivas temporadas.

## Produção
Antes de iniciar as gravações, os participantes ficaram sete dias em quarentena em um hotel em decorrência dos protocolos de segurança contra COVID-19. As gravações ocorreram em um estúdio no Uruguai. Essa é a décima adaptação do formato Last one Laughing, que já foi produzido em países como Estados Unidos, Itália, México, Japão, Austrália e outros. A primeira temporada foi lançada em duas partes pela Amazon Prime Video a partir do dia 3 de dezembro de 2021, ocasião em que os três primeiros episódios foram lançados. A segunda parte, com os 3 últimos episódios, chega na plataforma em 10 de dezembro de 2021.

## Formato
No reality, 10 comediantes compartilharam um estúdio com 46 câmeras espalhadas por todo cenário. Os participantes se desafiam a todo instante em um tempo de 6 horas com o intuito de fazer seus colegas rirem. O último comediante a restar no jogo, sem ser eliminado por dar risada, recebe o prêmio de R$ 350 mil e o troféu LOL Brasil. Durante a competição, é permitido que o candidato utilize diversos estilos de comédia, como stand-up, improviso e personagens.

## Apresentadores
| Tom Cavalcante |
| Clarice Falcão |
| Gkay           |
| Fabiana Karla  |
| Júlia Rabello  |

## Exibição
| Temporada | Temporada | Episódios | Exibição               | Exibição               |
| Temporada | Temporada | Episódios | Estreia de temporada   | Final de temporada     |
| --------- | --------- | --------- | ---------------------- | ---------------------- |
|           | 1         | 6         | 3 de dezembro de 2021  | 10 de dezembro de 2021 |
|           | 2         | 6         | 2 de dezembro de 2022  | 9 de dezembro de 2022  |
|           | 3         | 6         | 24 de novembro de 2023 | 1 de dezembro de 2023  |
|           | 4         | 6         | 18 de abril de 2025    | 25 de abril de 2025    |

## Participantes

### 1ª Temporada (2021)
| Participante    | Resultado    | Episódio de eliminação |
| --------------- | ------------ | ---------------------- |
| Flávia Reis     | Vencedora    | Episódio 06            |
| Nany People     | 2º lugar     | Episódio 06            |
| Thiago Ventura  | 8° eliminado | Episódio 06            |
| Igor Guimarães  | 7° eliminado | Episódio 06            |
| Diogo Defante   | 6° eliminado | Episódio 05            |
| Noemia Oliveira | 5ª eliminada | Episódio 04            |
| Bruna Louise    | 4ª eliminada | Episódio 04            |
| Estevam Nabote  | 3° eliminado | Episódio 04            |
| Yuri Marçal     | 2° eliminado | Episódio 03            |
| Marlei Cevada   | 1ª eliminada | Episódio 03            |

### 2ª Temporada (2022)
| Participante       | Resultado    | Episódio de eliminação |
| ------------------ | ------------ | ---------------------- |
| Lindsay Paulino    | Vencedor     | Episódio 6             |
| Gigante Léo        | 2° lugar     | Episódio 6             |
| Carol Zoccoli      | 8ª eliminada | Episódio 6             |
| Marianna Armellini | 7ª eliminada | Episódio 6             |
| Bruna Braga        | 6ª eliminada | Episódio 6             |
| Eddy Junior        | 5° eliminado | Episódio 5             |
| Mathy Lemos        | 4ª eliminada | Episódio 5             |
| Rafael Infante     | 3° eliminado | Episódio 4             |
| Fábio Rabin        | 2° eliminado | Episódio 3             |
| Grace Gianoukas    | 1ª eliminada | Episódio 2             |

### 3ª Temporada (2023)
| Participante        | Resultado    | Episódio de eliminação |
| ------------------- | ------------ | ---------------------- |
| Ed Gama             | Vencedor     | Episódio 6             |
| Suzy Brasil         | 2º lugar     | Episódio 6             |
| Marcio Ballas       | 8° eliminado | Episódio 6             |
| Dadá Coelho         | 7º eliminada | Episódio 6             |
| Júnior Chico        | 6º eliminado | Episódio 4             |
| Rodrigo Marques     | 5º eliminado | Episódio 3             |
| Maria Clara Gueiros | 4ª eliminada | Episódio 3             |
| Karina Ramil        | 3ª eliminada | Episódio 2             |
| Paulinho Serra      | 2º eliminado | Episódio 2             |
| Maíra Azevedo       | 1ª eliminada | Episódio 1             |

### 4ª Temporada (2025)
| Participante           | Resultado    | Episódio de eliminação |
| ---------------------- | ------------ | ---------------------- |
| Fábio Porchat          | Vencedor     | Episódio 6             |
| Luciana Paes           | 2º lugar     | Episódio 6             |
| Gregório Duvivier      | 3º lugar     | Episódio 6             |
| Luellem de Castro      | 7ª eliminada | Episódio 6             |
| Antônio Tabet          | 6ª eliminado | Episódio 6             |
| Pedro Ottoni           | 5ª eliminado | Episódio 6             |
| Evelyn Castro          | 4ª eliminada | Episódio 6             |
| Macla Tenório          | 3ª eliminada | Episódio 4             |
| Fábio de Luca          | 2ª eliminado | Episódio 4             |
| João Vicente de Castro | 1ª eliminado | Episódio 4             |